# گروه مارمون
گروه مارمون (انگلیسی: Marmon Group) شرکت خوشه‌ای آمریکایی است، که در سال ۱۹۵۳ تأسیس شد و هم‌اکنون زیرمجموعه‌ای از شرکت برکشیر هاتاوی می‌باشد‌